# Andy Dow
Pour les articles homonymes, voir Dow.
Andrew Dow, couramment appelé Andy Dow, est un footballeur écossais, né le 7 février 1973 à Dundee, Écosse. 

## Biographie
Évoluant au poste de défenseur, principalement arrière gauche, il joue pour les clubs écossais de Dundee (club où il commence sa carrière), Hibernian, Aberdeen, Motherwell, St Mirren, Arbroath et Raith Rovers (où il termine sa carrière) ainsi que pour les clubs anglais de Chelsea et de Bradford City (en prêt pour ce dernier club). 
Il est également sélectionné en équipe d'Écosse espoirs.

## Palmarès
- Aberdeen :
  - Finaliste la Coupe d'Écosse en 2000
  - Finaliste la Scottish League Cup en 2000